# Hitras herrlandslag i fotboll
Hitras herrlandslag i fotboll representerar den norska ö-kommunen Hitra i fotboll på herrsidan. Man är inte med i Fifa eller Uefa, däremot i  International Island Games Association, vilket innebär att man kan delta i Internationella öspelen.
Hitras fotbollslag har deltagit i öspelen 1997, 1999, 2015, 2017 och Inter Games Football Tournament 2019.

## Målskyttar vidInternationella öspelen
|   | Namn                     | Öspel      | Mål |
| - | ------------------------ | ---------- | --- |
| 1 | Marius Fiskvik           | 1997, 1999 | 3   |
| 1 | Sondre Fiskvik           | 2015       | 3   |
| 2 | Eirik Athammer           | 2015, 2017 | 2   |
| 2 | Simen Hofstad Eide       | 2015, 2017 | 2   |
| 2 | Sindre Sætherbø Kvakland | 2015, 2017 | 2   |
| 3 | Bror Blichfeldt          | 1997       | 1   |
| 3 | Eirik Jørgensen          | 2015       | 1   |
| 3 | Jonas Nilsberg Refsnes   | 2017       | 1   |
| 3 | Kjell Arne Saetherbo     | 1999       | 1   |